# ثنائية الشغف الجنسي
ثنائية الشغف الجنسي (بالإنجليزية: Bi-curious) هي ظاهرة يكون فيها الأشخاص ذو الهوية الجنسية المغايرة أو المثلية الذين لديهم بعض الفضول لعلاقة أو نشاط جنسي مع شخص من الجنس الذي لا يحبذه، يميزون أنفسهم عن التسمية مزدوجي التوجه الجنسي. ويستخدم هذا المصطلح أحيانا لوصف سلسلة متصلة واسعة من التوجه الجنسي بين المغايرة والازدواجية.